# Taula de tipus Pokémon
En els videojocs de Pokémon els tipus són uns atributs especials que determinen les debilitats i resistències de les diferents espècies de Pokémon a l'hora de combatre. Són els fonaments d'un sistema complex però lògic (pedra, paper, tisores) que s'aplica a cada Pokémon i als seus atacs.
En aquesta pagina web, podrem veure les superioritats i inferioritats dels Pokémon reflectides en un taula, anomenada “taula de tipus”.

## Taula de tipus[calcitació]
Aquesta taula reflecteix l'efectivitat dels atacs d'un tipus contra els Pokémon de cada tipus.vertical hi ha el tipus atacant, i a l'eix horitzontal, el tipus defensor. El color verd vol dir que l'atac és súper eficaç; el color taronja vol dir que no és gaire eficaç, i el color vermell significa que l'atac no té cap mena d'efecte. El color blanc indica que l'atac té el seu efecte normal.

## Moviments
La immensa majoria dels Pokémon aprèn moviments del seu propi tipus, a més d'atacs físics bàsics. Per exemple, el tipus Elèctric Pikachu pot aprendre moviments de tipus Normal com Growl ('Grunyit') o Quick Attack ('Atac Ràpid', però també moviments de tipus Elèctric com Impactró o Ona Tro. Si un Pokémon utilitza un atac del seu mateix tipus, aquest atac veu incrementada en un 50% la seva potència. En l'argot de les competicions Pokémon, això es coneix com a STAB (de l'anglès Same Type Attack Boost, 'potenciació de l'atac del mateix tipus'). Per exemple, un Pikachu (un Pokémon Elèctric) provocarà més dany amb Raig que un Raticate (un Pokémon Normal), si tenen el mateix nivell. Els atacs de tipus Normal també reben STAB, malgrat que hi ha rumors que diuen que no. Si l'atac és súper efectiu, l'STAB pot fer que l'atac arribi a fer fins a 3 vegades més mal que de costum. D'aquesta manera, i afegint-hi altres factors, hi ha tres Pokémon que poden arribar a fer fins a 24 vegades més mal que de costum amb els seus atacs: un Pikachu amb Light Ball ('Bola Lluminosa') i un Cubone o Marowak amb Thick Club ('Garrot Gruixut').

## Tipus dePokémonCronològicament
A Pokémon Red, Blue i Yellow, hi havia 15 tipus:
- Aigua
- Drac
- Elèctric
- Fantasma
- Foc
- Gel
- Bestiola
- Lluita
- Normal
- Planta
- Psíquic
- Roca
- Terra
- Verí
- Volador

A Pokémon Gold i Silver, n'aparegueren 2 més:
- Acer
- Sinistre

A Pokémon X i Pokémon Y, n'aparegué 1 més:
- Fada

També hi ha un tipus que no s'aplica a cap Pokémon en concret:
També hi ha un tipus «Ombra» al joc Pokémon XD, que és super eficaç contra tots els altres tipus de Pokémon, i poc eficaç contra els sinistres.